# THE SEVEN
株式会社THE SEVEN（ザ セブン、英: THE SEVEN, Inc.）は、東京都港区に本社を置く企業。2022年設立。

## 概要
TBSホールディングスが出資し設立。コンテンツ開発・エンタメ関連の事業などを担う。
日本のドラマ・映画業界では、これまでにない新たな形で世界に向けた日本発の高品質なコンテンツ企画・開発を目指し、それに共感した実績のあるスタッフが加入し、赤坂の新オフィスやVFXルーム、緑山の撮影スタジオなどを整備した。
今回のNetflixとの提携によって企画・開発を加速し、今後の様々な作品の全世界配信の準備が整えられ、海外の視聴者が楽しめる高品質な作品のプロデュースを実施する。人事面では、映像業界でトップクラスの人材や海外の事業者とのビジネス交渉の経験が豊富な人材が参加した。

## 沿革
- 2022年
  - 1月7日 - 株式会社THE Factory設立。
  - 8月1日 - 株式会社THE SEVENに商号変更[4]。
  - 11月1日 - Netflixと戦略的提携を締結[2][5]

## 主な人物
- 森井輝（もりい あきら）　チーフコンテンツオフィサー
- 赤羽智史（あかはね ともふみ）　VFXプロデューサー
- 高瀬大樹（たかせ ともき）　プロデューサー
- 井上衛（いのうえ まもる）　プロデューサー
- 石田記理（いしだ のりまさ）　ポストプロダクションスーパーバイザー